# Fills de la revolució
Fills de la revolució (títol original: Children of the Revolution) és una comèdia dramàtica australiana dirigida per Peter Duncan, estrenada l'any 1996. Ha estat doblada al català.

## Argument
Joan Fraser és una militant fanàtica del comunisme a Austràlia, i escriu regularment al pare dels pobles, Ióssif Stalin. Commogut per tanta frescor militant, Stalin la fa cridar prop d'ell, i mor, havent deixat una conseqüència de la seva trobada. Així, Stalin va passar l'última nit de la seva vida en braços d'aquesta ardent comunista australiana. Fruit d'aquesta fugaç relació naixeria Joe Welch, un fill en comú que el 1990, s'ha convertit en un distingit polític que es veurà immers en serioses dificultats.

## Repartiment
- Sam Neill: Dave / l'agent Nou
- Judy Davis: Joan Fraser
- Geoffrey Rush: Zachary Welch
- Richard Roxburgh: Joseph Welch
- F. Murray Abraham: Josef « Oncle Joe » Staline

## Premis
- Guanyadora de 3 premis (actriu, disseny i vestuari) de l'Acadèmia de Cinema australiana